# Ludwigskirche
La Ludwigskirche (église du Prince Louis de Nassau) est une église protestante de style baroque située à Sarrebruck. Symbole de la ville, elle est avec la Frauenkirche de Dresde et le « Michel » de Hambourg un des meilleurs exemples d'église protestante bâtie en Allemagne.

## Histoire
Construite à partir de 1762 sous le patronage du prince Guillaume Henri de Nassau-Sarrebruck par Friedrich-Joachim Stengel, au centre d'une place typiquement baroque, elle fut terminée et inaugurée en 1775 par le prince Louis de Nassau-Sarrebruck, fils et successeur de Guillaume-Henri, qui lui donna son nom ainsi qu'à la place sur laquelle elle est édifiée.
Restaurée au XIXe siècle et au XXe siècle, elle fut gravement endommagée par les bombardements du 5 octobre 1944.
Reconstruite à partir de 1949 et jusque dans les années 1970, il fut d'abord décidé de conserver les murs d'origine mais de doter l'intérieur d'un décor et d'un ameublement moderne. Le projet fut abandonné tout comme celui de redonner aux murs leur blancheur d'origine contrairement à ce qui fut fait avec les bâtiments bordant la place.
En revanche, le trône princier ainsi que quelques statues extérieures sont toujours manquants.

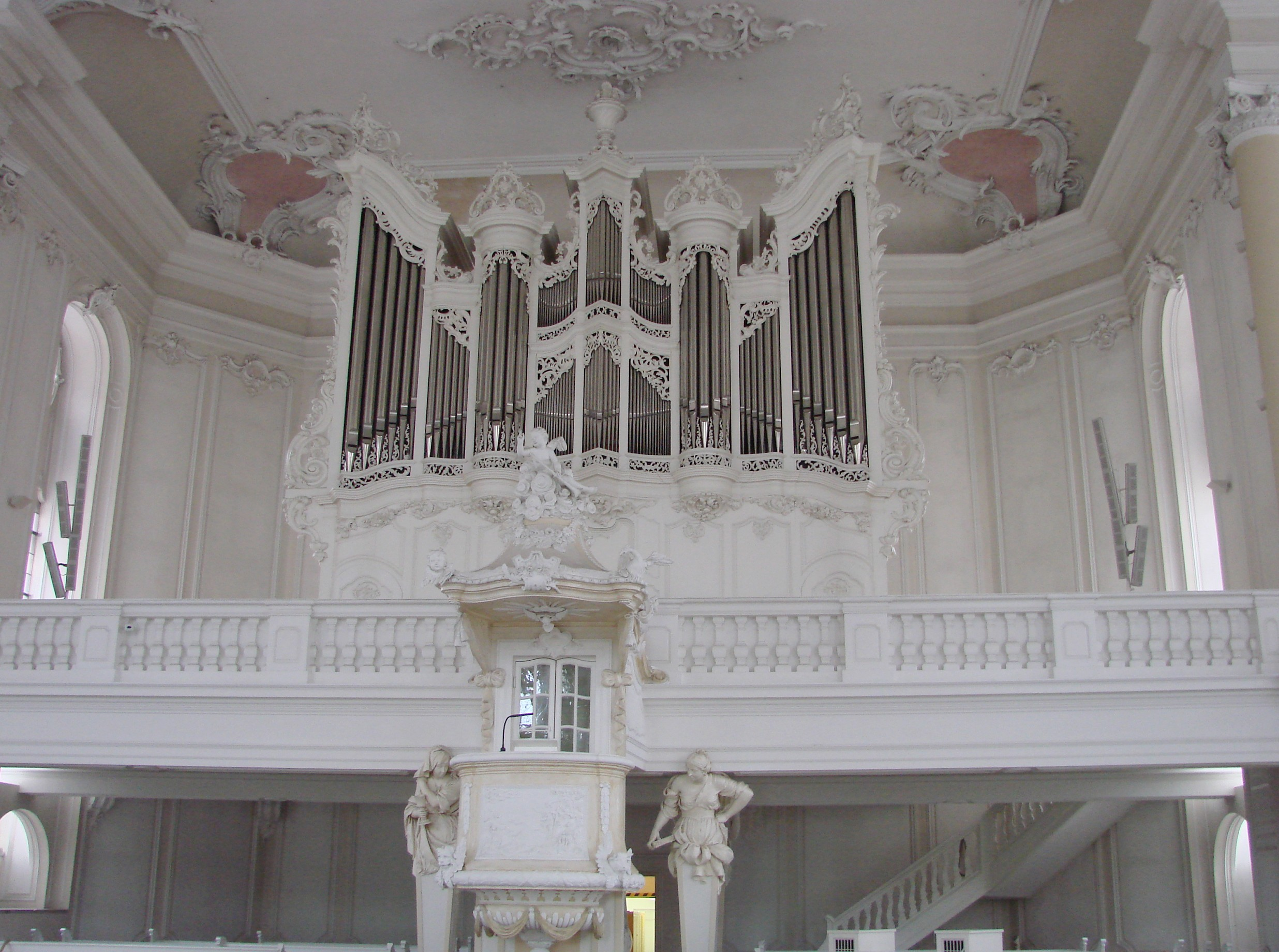
L'orgue et la chaire-autel.

## Numismatique
La Ludwigskirche sur la pièce commémorative de 2 euros de l'Allemagne de 2009.

## Source
- (de) Cet article est partiellement ou en totalité issu de l’article de Wikipédia en allemand intitulé « Ludwigskirche (Saarbrücken) » (voir la liste des auteurs).